# Rosie Cavaliero
Rosie Cavaliero, född 27 november 1967 i Rio de Janeiro i Brasilien, är en brittisk skådespelerska.

## Rollista i urval
- 1999 – Topsy-Turvy
- 1999 – Kalla fötter (TV-serie)
- 2002 – French & Saunders (TV-serie)
- 2002, 2015 – Morden i Midsomer (TV-serie)
- 2004 – Vera Drake
- 2004–2005 – Green Wing (TV-serie)
- 2005 – The Catherine Tate Show (TV-serie)
- 2005 – Peep Show (TV-serie)
- 2008 – Little Dorrit (miniserie)
- 2010–2016 – Mid Morning Matters with Alan Partridge (TV-serie)
- 2011 – Jane Eyre
- 2011 – Spy (TV-serie)
- 2014 – Kommissarie Lewis (TV-serie)
- 2015 – Doc Martin (TV-serie)
- 2015 – Mord i paradiset (TV-serie)
- 2016 – Barnmorskan i East End (TV-serie)
- 2017 – Saknad, aldrig glömd (TV-serie)
- 2018 – Friday Night Dinner (TV-serie)
- 2019 – Ghosts (TV-serie)
- 2019 – Cleaning Up (TV-serie)
- 2023–  – Funny Woman (TV-serie)
- 2024 – Den där julen (röst)
- 2024 – Kaos (TV-serie)